# Nazionale maschile di cricket dell'Indonesia
La nazionale di cricket dell'Indonesia è la selezione nazionale che rappresenta l'Indonesia nel gioco del cricket.

## Storia

### Le origini
Il cricket fu introdotto nelle Indie orientali olandesi (l'odierna Indonesia) nei primi anni 1880, grazie all'influenza di lavoratori olandesi. Si racconta che l'eruzione del Krakatoa nel 1883 interruppe una partita di cricket che si stava svolgendo a Batavia (l'attuale Giacarta) tra i membri del Bataviasche Cricket Club. Nel settembre 1893, il Bataviasche Cricket-Football Club si unì a questo club, venendo successivamente incorporato nel maggio 1894. Il cricket e il calcio associativo vennero introdotti nel paese più o meno nello stesso periodo, e molti dei primi club praticavano entrambi gli sport. Un esempio è il Gymnastiek Vereeniging, fondato a Medan nel novembre 1887, che nel 1890 disputò partite contro un club di Penang (nell'odierna Malesia) in entrambi gli sport. Secondo alcune fonti, il Singapore Cricket Club ha visitato l'Indonesia in questo periodo.
L'espansione del cricket nelle Indie orientali olandesi coincise con un calo della popolarità del gioco nei Paesi Bassi, poiché molti giocatori olandesi si trasferirono nelle colonie. Tuttavia, gli olandesi non erano gli unici praticanti di questo sport: a Batavia esisteva almeno un club formato dalla comunità britannica. La città di Batavia mantenne un campo da cricket fino agli anni '60, nell'area che oggi ospita il Monumento Nazionale di Giacarta.
La nazionale di cricket indonesiana ha esordito a livello internazionale nel 2002, prendendo parte a un torneo a Perth, in Australia, insieme a Giappone e Corea del Sud. Il primo torneo ICC ufficiale della squadra è stato la Coppa EAP del 2005, tenutasi a Vanuatu, dove l'Indonesia si è classificata al quinto posto su sei squadre partecipanti. Successivamente, la nazionale ha partecipato regolarmente ai tornei regionali EAP. Nell'edizione del campionato EAP del 2014, l'Indonesia si è classificata settima su otto squadre, davanti solo alle Isole Cook.

### Status T20 e i primo tour
Nell'aprile 2018, l'ICC ha deciso di concedere lo status completo di Twenty20 International (T20I) a tutti i suoi membri. Pertanto, tutte le partite Twenty20 giocate tra l'Indonesia e gli altri membri dell'ICC dal 1° gennaio 2019 hanno lo status T20I.
Il Bahrein ha debuttato nel formato Twenty20 International il 9 ottobre 2022 durante un tour a Sano, in Giappone, perdendo la serie T20 1-2 contro la nazionale nipponica. Pochi giorni dopo, sempre a Sano, la nazionale indonesiana prende parte per la prima volta alle qualificazioni per la Coppa del Mondo T20, venendo inserita del gruppo B dedicato alle nazioni dell'est asiatico insieme a Giappone e Corea del Sud. L'Indonesia vinse 3 partite su quattro, perdendo solamente una delle due partite giocate col Giappone, finendo al secondo posto del girone subregionale, proprio dietro i nipponici, solamente a causa di un NRR peggiore, venendo quindi eliminati dalle qualificazioni mondiali. 
Nel 2023 l'Indonesia inizia la stagione internazionale il 1º maggio, partecipando ai XXXII Giochi del Sud-est asiatico a Phnom Penh, in Cambogia, vincendo la medaglia di bronzo nel 6s contro le Filippine. La nazionale indonesiana terminò al quarto posto il torneo T20, con status T20I riconosciuto dall'ICC, perdendo la finalina per 15 runs contro Singapore e al quarto posto il torneo su 50 overs, perdendo contro la Thailandia. Dal 20 al 23 novembre l'Indonesia affronta la Cambogia, che affrontò una tourneè a Bali, vincendo la serie contro gli ospiti per 4-2. Dal 20 al 26 dicembre Bali ospitò anche una tourneè delle Filippine, che vinsero la serie T20 per 4-2 contro gli ospiti.
Nel 2024, dal 1 al 7 febbraio, l'Indonesia partecipa alla ACC Men's Challenger Cup, serie C della Coppa d'Asia di Cricket, disputatasi nel formato T20 a Bangkok. La nazionale indonesiana venne inserita nel gruppo A, perdendo contro Arabia Saudita e Cambogia e avendo la meglio solo contro il Buthan, concludendo così il gironcino in terza posizione, qualificandosi per lo spareggio quinto posto, perso per 7 wickets contro la Thailandia. Nel maggio dello stesso anno, l'Indonesia ospita la Thailandia a Bali, perdendo la serie T20 per 2-3.
Nel settembre del 2024 l'Indonesia prende parte alle qualificazioni per la Coppa del Mondo T20 2026, disputatasi ad Incheon, in Corea del Sud, prendendo parte alla fase subregionale riservata alle nazioni dell'est asiatico. L'Indonesia terminò il torneo al terzo posto, venendo eliminata dalle qualificazioni, dietro a Giappone e Filippine, battendo in classifica solo i padroni di casa sudcoreani. A termine del torneo di qualificazione, la nazionale indonesiana si trasferisce a Gelephu, in Bhutan, per un torneo quadrangolare, terminato all'ultimo posto, perdendo tutte le partite contro Maldive, Bhutan e Thailandia. L'Indonesia chiuse l'anno a dicembre, ospitando a Bali una serie T20 contro il Myanmar, vincendo 6-0, senza concedere agli ospiti nemmeno un incontro.
Nel 2025 l'Indonesia ospita dal 19 al 24 febbraio il Bahrain, giocando 5 partite IT20 a Bali, perdendo la serie 1-4. Lo stesso anno, sempre a Bali, ospita a giugno la nazionale cambogiana, perdendo 3-0 una serie di partite T20I, segnando un netto passo indietro rispetto gli ultimi anni. Pochi giorni dopo, dal 13 al 15 giugno, ospita invece la Cambogia, perdendo la serie 5-2..

## Albo d'oro

### SEA Games T20
| Anno            | Round              | Pos.   | GP | W | L | T | NR |
| --------------- | ------------------ | ------ | -- | - | - | - | -- |
| Singapore 2017  | Medaglia di bronzo | 3/6    | 3  | 2 | 1 | 0 | 0  |
| Phnom Penh 2023 | Quarto posto       | 4/6    | 3  | 1 | 2 | 0 | 0  |
| Totale          | Totale             | Totale | 6  | 3 | 3 | 0 | 0  |

### SEA Games 50 overs
| Anno            | Round         | Pos.   | GP | W | L | T | NR |
| --------------- | ------------- | ------ | -- | - | - | - | -- |
| Singapore 2017  | Fase a gironi | 5/5    | 4  | 0 | 4 | 0 | 0  |
| Phnom Penh 2023 | Quarto posto  | 4/4    | 2  | 0 | 2 | 0 | 0  |
| Totale          | Totale        | Totale | 6  | 0 | 6 | 0 | 0  |

### SEA Games 6s
| Anno            | Round         | Pos.   | GP | W | L | T | NR |
| --------------- | ------------- | ------ | -- | - | - | - | -- |
| Phnom Penh 2023 | Fase a gironi | 3/4    | 3  | 1 | 2 | 0 | 0  |
| Totale          | Totale        | Totale | 3  | 1 | 2 | 0 | 0  |

## Statistiche
Partite internazionali – Indonesia
Aggiornato al 13 luglio 2025.
| Record                  |    |    |    |   |    |
| Format                  | M  | W  | L  | T | NR |
| Twenty20 Internationals | 70 | 30 | 38 | 1 | 1  |

### T20
Aggiornato al 12 luglio 2025 
| Nazionale            | P                    | W                    | L                    | T                    | NR                   |
| vs Associate Members | vs Associate Members | vs Associate Members | vs Associate Members | vs Associate Members | vs Associate Members |
| -------------------- | -------------------- | -------------------- | -------------------- | -------------------- | -------------------- |
| Arabia Saudita       | 1                    | 0                    | 1                    | 0                    | 0                    |
| Bahrein              | 5                    | 1                    | 4                    | 0                    | 0                    |
| Bhutan               | 3                    | 1                    | 2                    | 0                    | 0                    |
| Cambogia             | 15                   | 6                    | 8                    | 0                    | 1                    |
| Corea del Sud        | 8                    | 7                    | 1                    | 0                    | 0                    |
| Filippine            | 12                   | 4                    | 7                    | 1                    | 0                    |
| Giappone             | 8                    | 2                    | 6                    | 0                    | 0                    |
| Malaysia             | 1                    | 0                    | 1                    | 0                    | 0                    |
| Moldavia             | 1                    | 0                    | 1                    | 0                    | 0                    |
| Birmania             | 6                    | 6                    | 0                    | 0                    | 0                    |
| Singapore            | 1                    | 0                    | 1                    | 0                    | 0                    |
| Thailandia           | 9                    | 3                    | 6                    | 0                    | 0                    |
| Totale               | 70                   | 30                   | 38                   | 1                    | 1                    |